# Rugby 7 en los Juegos del Pacífico Sur 1999
El Rugby 7 en los Juegos del Pacífico Sur 1999 se jugó el 5 de junio de 1999 en el Estadio Numa-Daly Magenta de Numea y participaron 12 selecciones de Oceanía.
Fiyi venció en la final a Papúa Nueva Guinea para ganar la medalla de oro.
Fue la primera edición en la cual se disputó el rugby 7 en los juegos, hasta Papeete 1995 se disputaba en formato de 15 jugadores.

## Resultados

#### Bowl (9° puesto)
|  | Bowl                     |                          |    |  |
|  |                          |                          |    |  |
|  | Islas Marianas del Norte | Islas Marianas del Norte | 27 |  |
|  | Islas Marianas del Norte | Islas Marianas del Norte | 27 |  |
|  | Micronesia               | Micronesia               | 0  |  |
|  | Micronesia               | Micronesia               | 0  |  |

#### Copa de plata (5° al 8° puesto)
|  | Copa de plata   | Copa de plata   | Copa de plata   |                 |        | Quinto puesto | Quinto puesto | Quinto puesto |  |
|  |                 |                 |                 |                 |        |               |               |               |  |
|  |                 |                 |                 |                 |        |               |               |               |  |
|  | Tahití          | Tahití          | 26              |                 |        |               |               |               |  |
|  | Tahití          | Tahití          | 26              |                 |        |               |               |               |  |
|  | Wallis y Futuna | Wallis y Futuna | 7               |                 |        |               |               |               |  |
|  | Wallis y Futuna | Wallis y Futuna | 7               |                 | Tahití | Tahití        | 36            |               |  |
|  |                 |                 |                 |                 | Tahití | Tahití        | 36            |               |  |
|  |                 |                 | Nueva Caledonia | Nueva Caledonia | 0      |               |               |               |  |
|  | Nueva Caledonia | Nueva Caledonia | Nueva Caledonia | Nueva Caledonia | 0      | 19            |               |               |  |
|  | Nueva Caledonia | Nueva Caledonia |                 |                 |        | 19            |               |               |  |
|  | Guam            | Guam            | 15              |                 |        |               |               |               |  |
|  | Guam            | Guam            | 15              |                 |        |               |               |               |  |
|  |                 |                 |                 |                 |        |               |               |               |  |

#### Copa de oro
|  | Copa de oro        | Copa de oro        | Copa de oro        |                    |      | Medalla de oro    | Medalla de oro    | Medalla de oro    |  |
|  |                    |                    |                    |                    |      |                   |                   |                   |  |
|  |                    |                    |                    |                    |      |                   |                   |                   |  |
|  | Fiyi               | Fiyi               | 31                 |                    |      |                   |                   |                   |  |
|  | Fiyi               | Fiyi               | 31                 |                    |      |                   |                   |                   |  |
|  | Vanuatu            | Vanuatu            | 0                  |                    |      |                   |                   |                   |  |
|  | Vanuatu            | Vanuatu            | 0                  |                    | Fiyi | Fiyi              | 40                |                   |  |
|  |                    |                    |                    |                    | Fiyi | Fiyi              | 40                |                   |  |
|  |                    |                    | Papúa Nueva Guinea | Papúa Nueva Guinea | 12   |                   |                   |                   |  |
|  | Papúa Nueva Guinea | Papúa Nueva Guinea | Papúa Nueva Guinea | Papúa Nueva Guinea | 12   | 17                |                   |                   |  |
|  | Papúa Nueva Guinea | Papúa Nueva Guinea |                    |                    |      | 17                |                   |                   |  |
|  | Islas Salomón      | Islas Salomón      | 7                  |                    |      | Medalla de bronce | Medalla de bronce | Medalla de bronce |  |
|  | Islas Salomón      | Islas Salomón      | 7                  |                    |      | Medalla de bronce | Medalla de bronce | Medalla de bronce |  |
|  |                    |                    |                    |                    |      |                   |                   |                   |  |
|  |                    |                    |                    |                    |      | Vanuatu           | Vanuatu           | 26                |  |
|  |                    |                    |                    |                    |      | Vanuatu           | Vanuatu           | 26                |  |
|  |                    |                    |                    |                    |      | Islas Salomón     | Islas Salomón     | 7                 |  |
|  |                    |                    |                    |                    |      | Islas Salomón     | Islas Salomón     | 7                 |  |
|  |                    |                    |                    |                    |      |                   |                   |                   |  |